# Biserica unitariană din Piața Bolyai (Târgu Mureș)
Biserica Unitariană din Piața Bolyai este o clădire de cult în stil neogotic construită în perioada 1929-1930 în orașul Târgu Mureș. Planul ei a fost realizat de Kálmán Patrovits, iar constructorul a fost Dezső Bustya. În anul 1930, biserica a fost sfințită de către episcopul Bisericii Unitarienii din Transilvania, Dr. György Boros. După terminarea construcției, fostul constructor a donat orga care se folosește și astăzi în lăcașul de cult.

## Istoric
Mulți locuitori din localitate au devenit unitarieni numai după dietele din Turda, ținute în anii 1557 și 1568. Unitarianismul devine religio-recepta, deci acceptată alături de catolicism, calvinism și luteranism. În această perioadă când unitarienii au alcătuit o mare parte a localniciilor din Târgu Mureș au avut un loc de rugăciune. 
Comunitatea unitariană numai în 1869 a reușit să ridice o casă de rugăciune și un han la colțul străzilor actuale Bolyai și Tamás Borsos. Pe locul casei de rugăciuni a fost construită biserica în perioada 1929-1930 în stil neogotic. 

## Descriere
Biserica este plasată în zona istorică foarte aglomerată a orașului Târgu Mureș, de aceea soluția planimetrică adoptată este atipică. Latura longitudinală a clădirii este aliniată șirului de case existente și se desfășoară paralel cu strada. Dinspre strada Bolyai sunt două uși de acces, una la nivelul inferior al turnului, pe unde se urcă spre nava bisericii, iar cea de-a doua în zona mediană a fațadei, prin care se ajunge la birourile de sub navă. 
Clădirea poartă nenumărate semne ale stilului gotic dar adaptate noilor materiale de construcții ale începutul secolului al XX-lea. Cele trei ferestre mari și cele mici din turn au deschideri triunghiulare în partea superioară, derivate din deschiderile gotice în arc frânt, așa cum este cea de la portalul intrării în turn care are o rozasă patrulobă, iar în zona acoperișului, câte un fronton triunghiular pe fiecare latură. Nava propriu-zisă a bisericii se află la etaj, sub ea desfășurându-se birouri și o sală de conferințe. 
Interiorul bisericii este foarte simplu, fără obiecte de artă religioasă, întrucât cultul unitarian interzice existența unor astfel de obiecte. Singurele decorațiuni sunt brâurile pictate cu motive florale, care marchează nervurile bolților sau anumite contururi. 

## Galerie

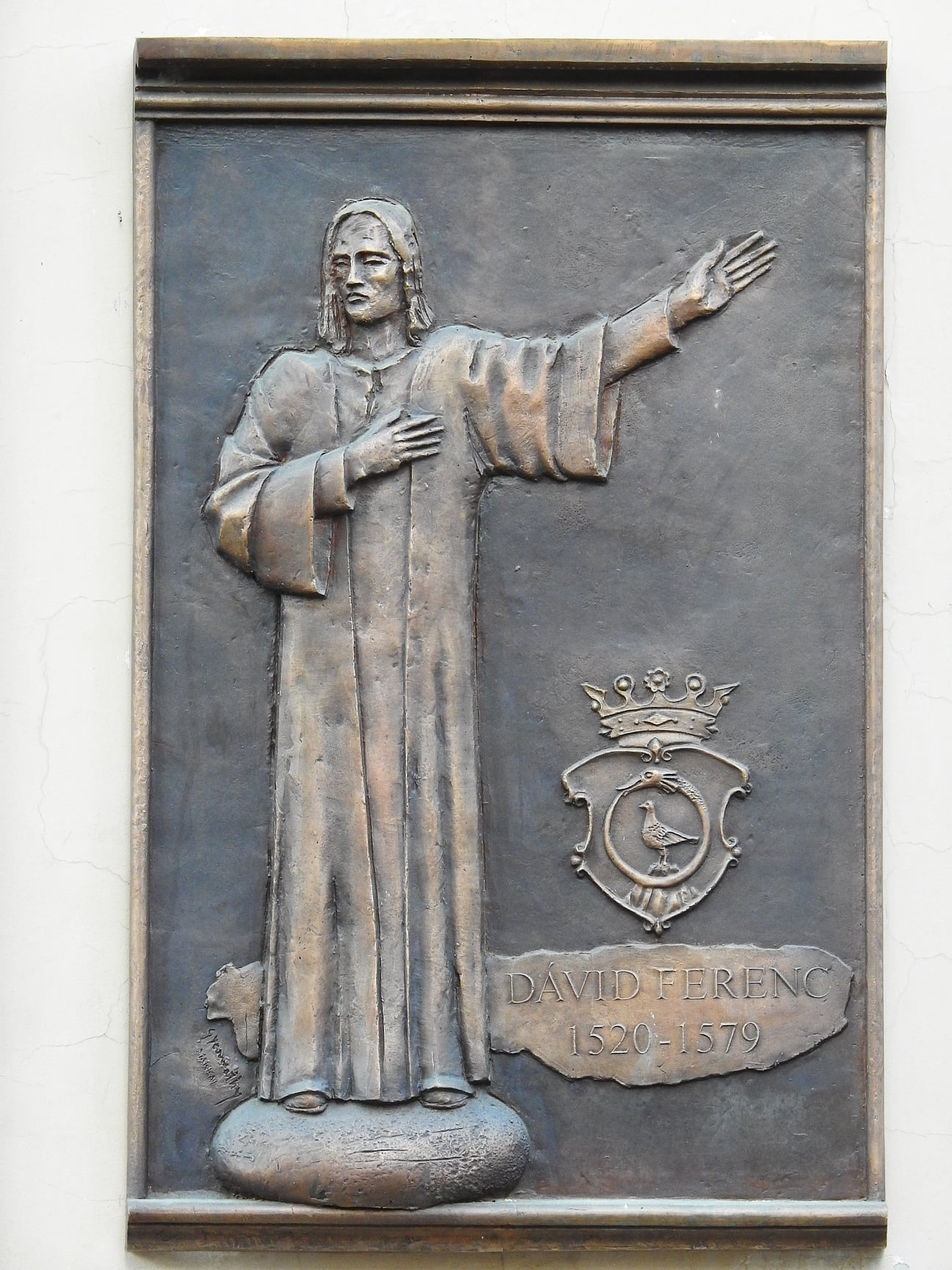
Relieful episcopului Ferenc Dávid pe fațada bisericii